# Contea di Reichenhall

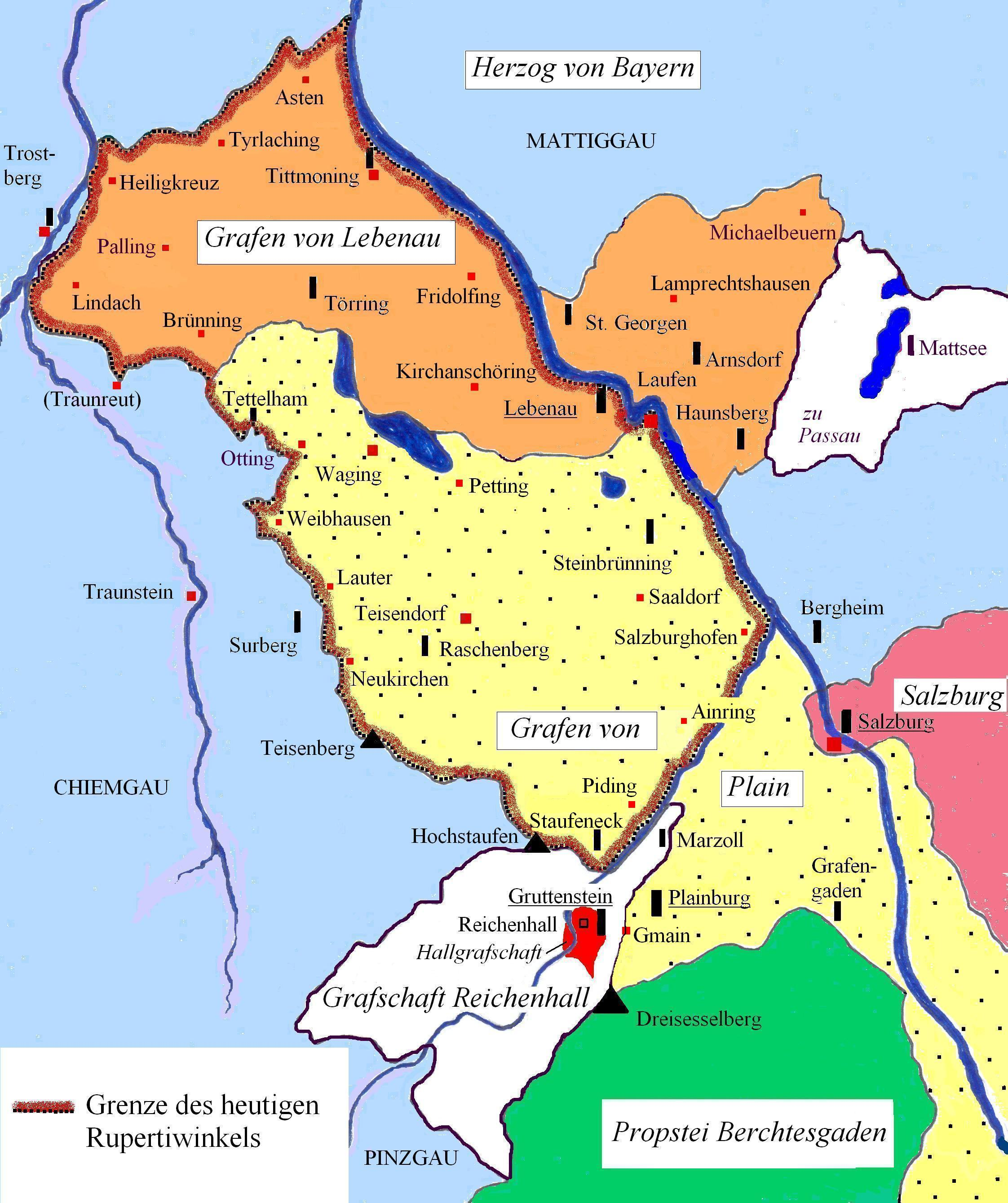
Rappresentazione della storia locale di una "contea di Reichenhall" nella regione settentrionale di Salzburggau.

Il termine "contea di Reichenhall" (in tedesco Grafschaft Reichenhall) viene occasionalmente utilizzato per descrivere un territorio medievale all'interno dell'ex Salzburggau, che si sarebbe esteso nella valle del Saalach all'inizio dell'XI secolo sull'area delle attuali città e comunità rurali di Bad Reichenhall, Schneizlreuth e Bayerisch Gmain nell'Alta Baviera. Nella forma "Grafschaft Salfeld, oder Reichenhall", anche "Grafschaft an der Sa(a)le", la denominazione compare nella letteratura del primo e del secondo Ottocento, ma anche nei resoconti di storia locale.
Nella letteratura storiografico più recente, il nome compare solo nell'opera di Fritz Hofmann. Giorgio di Trauner nel suo Beschreibung der Urbargüter im Gericht und der Grafschaft Reichenhall del 1555 può essere citato come unica testimonianza dell'esistenza della contea, e per di più rappresenta un resoconto del primo periodo moderno. Non esistono fonti coeve che attestino l'esistenza di una contea di Reichenhall: è presente solo una contea di Hall (Hallgrafschaft) concessa dall'arcidiocesi di Salisburgo, la cui funzione non può essere definita con precisione, sembra fosse una Salzgrafschaft con funzionari responsabili della produzione di sale a Reichenhall, che può essere rintracciata a partire dal 1077/80 circa. È possibile che sia tornata almeno temporaneamente al duca bavarese Enrico il Leone già nel 1169, ma al più tardi nel 1218 la contea di Hall fu definitivamente incamerata dal duca Ottone I, il che avrebbe posto fine a un'epoca di conti di Hall a Reichenhall durata circa 140 anni e divenuta «un mito estraneo alla realtà attraverso l'esagerazione romanzesca».